# Basílica de la Daurada
L'església de Nostra Senyora de la Daurada o de Santa Maria de la Daurada és una basílica catòlica tolosana, que està situada al barri de la Daurada, enfront de les andanes de la Garona, just al costat de la plaça i del port que duen el mateix nom. És una església sense campanar i té una façana clàssica, la qual s'aprecia millor des de l'altra riba del riu.

## Història

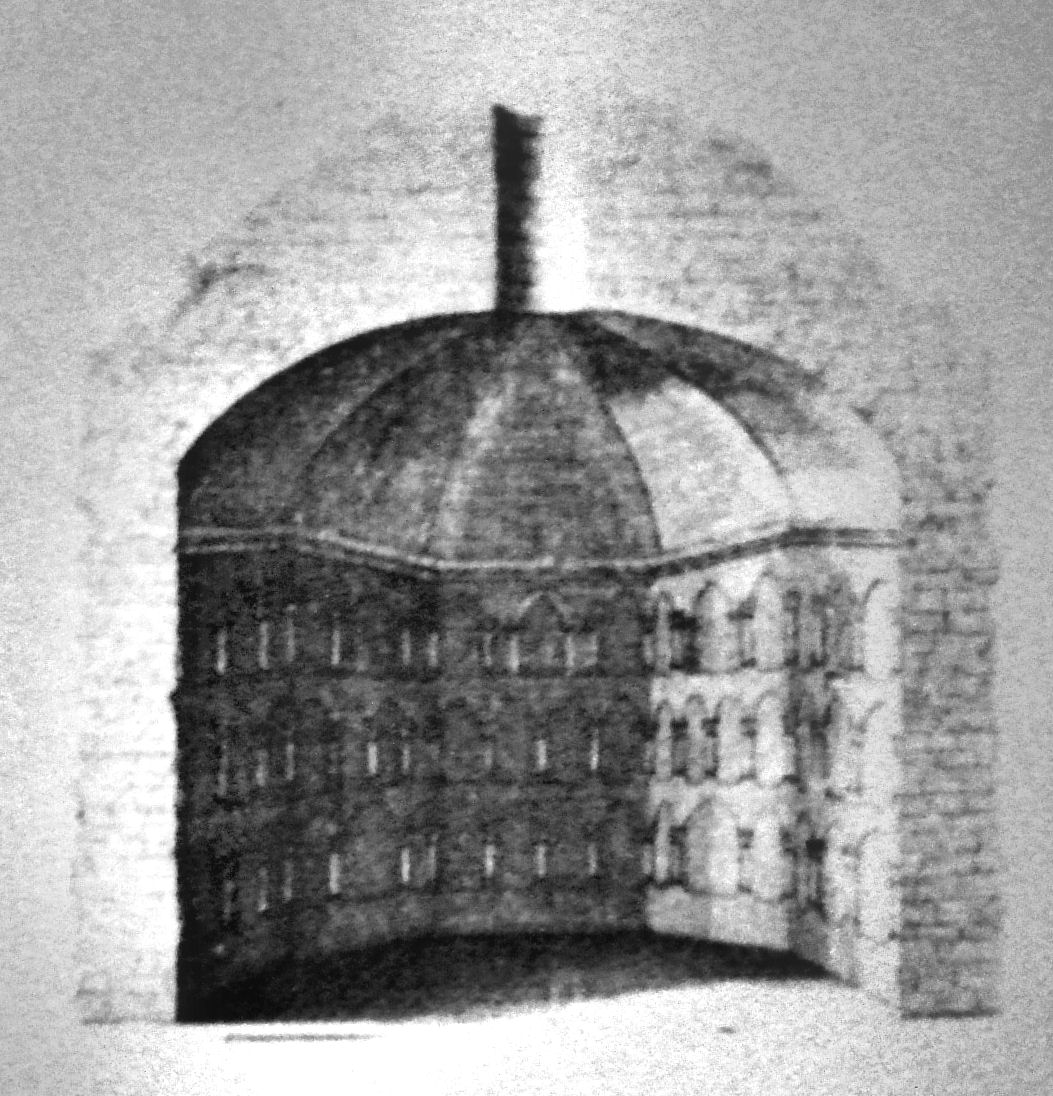
Dibuix de l'interior de l'antic temple segons un dibuixant anònim del. S'hi poden veure fornícules decorades amb columnes

La història de la Daurada com a lloc de culte cristià comença al segle v. Aquest primer temple es va construir sobre els vestigis d'un temple romà dodecagonal, dedicat a Apol·lo i coronat amb una cúpula. Va ser l'emperador qui va oferir aquest temple pagà als cristians.
L'església es va consagrar al culte a la Verge Maria, possiblement seguint la veneració de la Mare de Déu iniciada a Efes el 431. En un començament el temple era conegut amb el nom de «Santa Maria de Tolosa», tanmateix la seva decoració en mosaics daurats li feu guanyar l'apel·latiu de «Daurada». Aquest temple s'integrà al segle ix a un monestir benedictí. Durant el segle xi a l'església, que havia mantingut la forma dodecagonal, se li afegí una nau romànica, se li construí un claustre al monestir i s'incorporà a l'Abadia de Sant Pere de Moissac el 1077. La cúpula que cobria la Daurada quedà malmesa el 1703 i amenaçava d'esfondrar-se. La nova cúpula que substituí la vella el 1760, va malmetre la solidesa dels murs, cosa que deixà l'edifici amb un alt risc d'esfondrament. Així, el 1761 tota l'església d'origen visigot fou enderrocada.

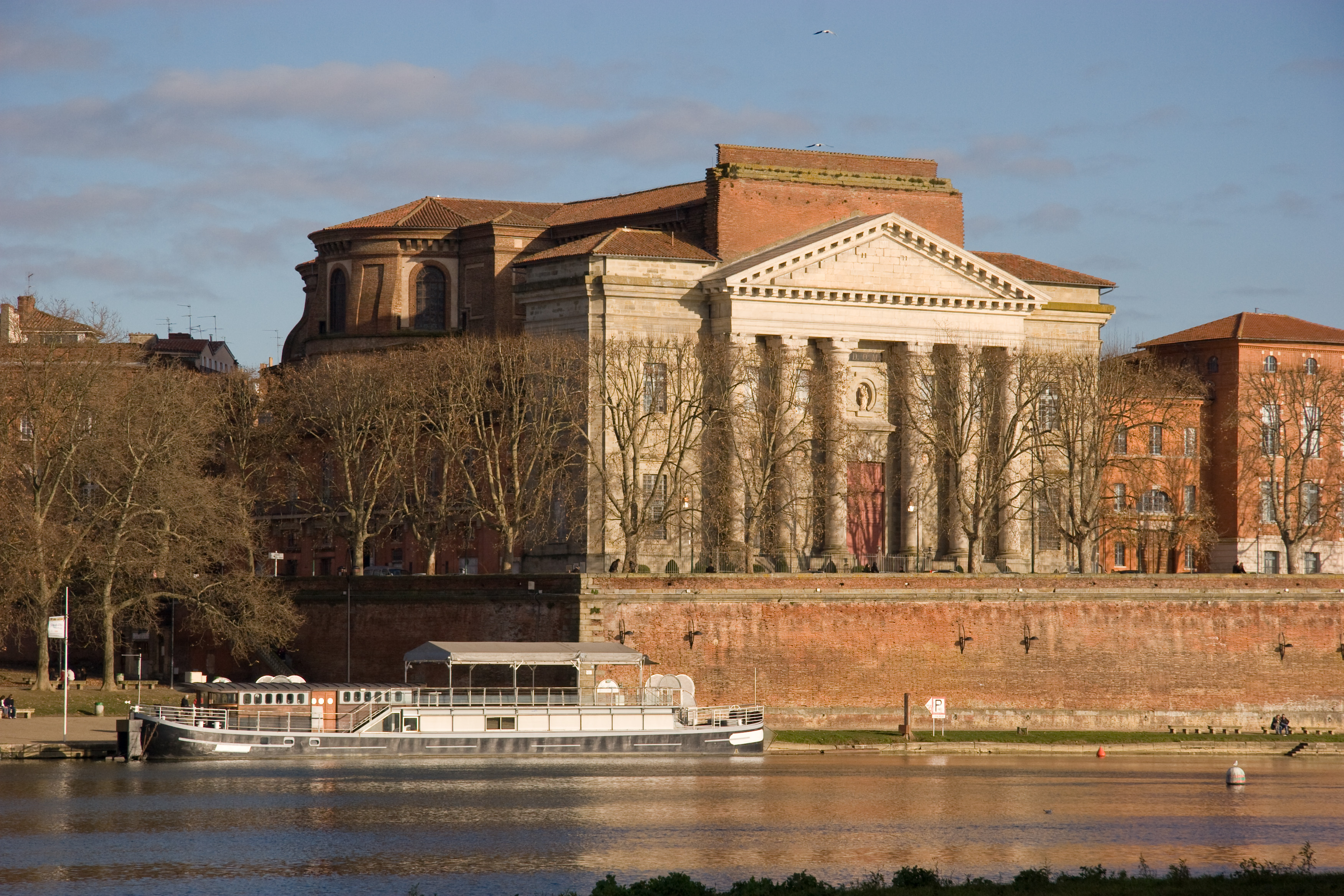
Basílica de la Daurada vista des de l'altre costat de la Garona

Un projecte de reconstrucció es va iniciar el 1764, tot i que s'aturà per permetre la construcció dels molls de la Garona per l'arquitecte Saget. El nou projecte era ambiciós, ja que es tenia la intenció de reproduir la basilica de Sant Pere del Vaticà. Nou anys més tard es modificaren els plans i es practicà una rotació i translació de l'edifici sobre el projecte inicial. D'aquesta manera, el cor de la basílica primitiva, construïda sobre els vestigis del temple romà, se situa avui sobre el transsepte. Els treballs s'interromperen durant la Revolució.
L'església fou consagrada basílica pel papa Pius IX el 1876, dos anys abans que la Basílica de Sant Serni. Els treballs de construcció s'acabaren finalment el 1883. L'edifici fou classificat com a monument històric el 12 de novembre de 1963.
Avui la Daurada acull les restes del poeta tolosà Pèire Godolin, l'estàtua del qual es pot veure a la plaça Wilson de la ciutat.

## La Verge Negra

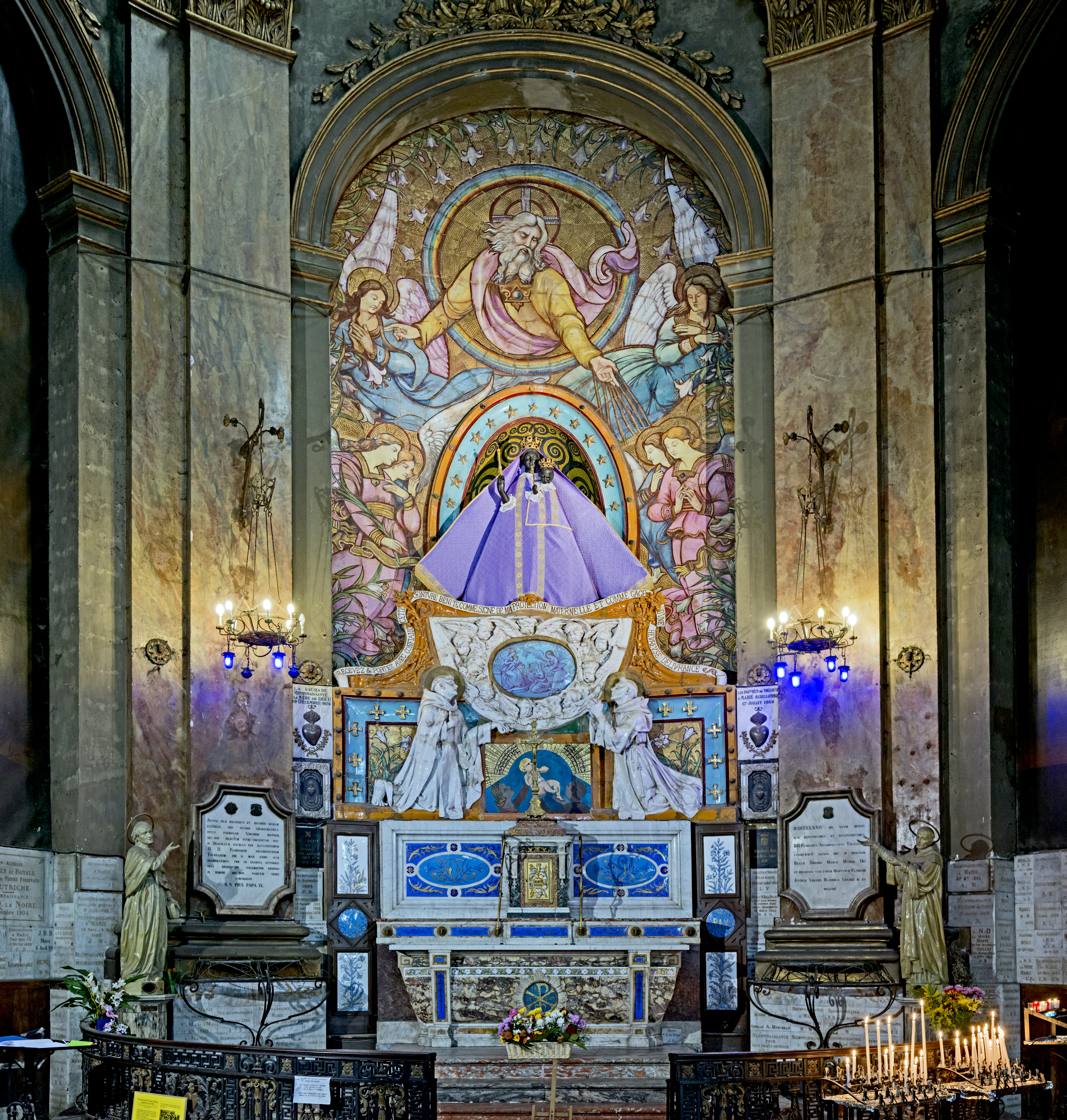
La Verge Negra de Tolosa

La basílica de la Daurada té una verge negra. La figura que es pot veure avui en dia és la segona còpia d'una verge bruna, coneguda ja durant el segle x. El culte a aquesta Verge Negra es relaciona a les dones embarassades. L'original fou robada el segle xiv, tot i que fou reproduïda ben aviat de manera idèntica. Tanmateix aquesta primera còpia fou cremada el 1799, durant la Revolució francesa, a la plaça del Capitoli de Tolosa. Finalment el 1807 es va construir una nova figura seguint els records que es conservaven de l'antiga verge cremada; aquesta versió és la que es pot veure avui.
A Nostra Senyora La Negra se li atorguen nombrosos miracles. Es recorda especialment quan hauria salvat d'un incendi el barri de Sant Miquel d'un incendi el 1672.
La verge actual fa al voltant de 2 metres d'alçada.